# تيم هاريس (لاعب كرة قدم)
تيم هاريس (بالإنجليزية: Tim Harris)‏ هو مدرب كرة قدم ولاعب كرة قدم بريطاني، ولد في 17 أكتوبر 1959 في Dymock ‏ في المملكة المتحدة. لعب مع نيوبورت كونتي.